# Vincenza Calì
Pour les articles homonymes, voir Cali.
Vincenza Calì (née le 15 octobre 1983 à Palerme) est une athlète italienne, spécialiste du sprint. Elle mesure 1,74 m pour 63 kg et appartient au club des Fiamme Azzurre.

## Biographie
Les meilleures performances de Vincenza Calì sont de 11 s 35 sur 100 m et de 22 s 98 sur 200 m (2008). Aux Jeux méditerranéens 2009, elle remporte une médaille d'argent (4 x 100 m) et une médaille de bronze (200 m).
Le 21 juin 2008, lors de la Coupe d'Europe des nations d'athlétisme 2008 à Annecy elle bat le record national du relais 4 x 100 m en 43 s 04.

## Palmarès
| Date | Compétition         | Lieu    | Résultat | Épreuve   | Temps   |
| ---- | ------------------- | ------- | -------- | --------- | ------- |
| 2009 | Jeux méditerranéens | Pescara | 3e       | 200 m     | 23 s 49 |
| 2009 | Jeux méditerranéens | Pescara | 2e       | 4 x 100 m | 43 s 86 |